# Мсири
Мсири (также известен под именами Нгеленгва, Мвенда; около 1830, современная Танзания — 20 декабря 1891, Катанга) — африканский политический и военный деятель XIX века, основавший государство Йеке (Гаренганза) на территории современной Катанги (Демократическая Республика Конго) и оказывавший сопротивление европейской колонизации.

## Биография
О точной дате рождения Мсири сведений нет, однако известно, что он происходил из восточноафриканского народа ньямвези и был сыном Каласы, богатого торговца, поставлявшего караваны со слоновой костью, медью и рабами занзибарским купцам на восточноафриканском побережье из внутренних областей континента. На территории современной Катанги Мсири впервые оказался приблизительно в 1850 году, когда был послан за товарами, которые затем планировалось перепродать занзибарцам, к народу васанга.
Подробности того, что случилось после этого, неизвестны: по одним данным, Мсири оказал какую-то важную услугу местному вождю, за что тот объявил его своим наследником, по другим — убил наследника вождя. Так или иначе, в 1856 году он вместе с большой группой последователей в очередной раз прибыл в Катангу и, по всей видимости, мирно взял власть на части её территории. Получив власть, войска и оружие, он начал вести завоевательные войны против различных соседних царей и племён, а также начал способствовать развитию торговли; не прерывая торговлю с расположенным на востоке Занзибаром, он попытался завязать отношения с территориями западного побережья Африки, в том числе с португальскими колониями, в которые отправил своего племянника. Среди его известных союзников и торговых партнёров были известный занзибарский работорговец Типпу Тип и Мирамбо, вождь народа ньямвези.
Примерно к началу 1870-х годов он установил с Типпу Типом особо прочные отношения и стал активно покупать у него поступавшие из Европы винтовки, придавая огромное значение огнестрельному оружию в своих военных кампаниях. Основой экономики формировавшегося государства Мсири была именно торговля медью, хотя другие товары, такие как слоновая кость и рабы, тоже составляли важную часть экспорта. К середине 1880-х годов ему удалось создать крупное и мощное в военном отношении государство в центре Африки, которое подчинило или сделало своими данниками большинство соседних народов, а также контролировало множество торговых путей, проходивших от Атлантического океана к Индийскому. Мсири был известен большим количеством жён — самой известной из которых была Мария де Фонсека из португальской Анголы, — а также как инноватор и реформатор: он составил обширный свод законов для своего государства, внедрил в нём производство медной проволоки и выращивание полученного от европейцев батата (сладкого картофеля), способствовал вакцинации населения против оспы (получив вакцину также от европейцев).
Первые европейские миссионеры, проповедовавшие христианство, появились в землях Мсири в 1886 году, и именно они сообщили своим правительствам о большом количестве месторождений меди и различных минералов в Гаренганзе. Отношение Мсири к ним было доброжелательным, но настороженным; монарх сам направлял им приглашения, и по собственной инициативе ни один из миссионеров в Гаренганзу не прибыл. В ноябре 1890 года ко двору Мсири прибыла экспедиция Британской Южно-Африканской компании во главе с Альфредом Шарпом, предложившая Мсири заключить договор о протекторате и праве предоставления британцам разрабатывать месторождения меди. Мсири не знал ни одного слова по-английски, но когда находившийся при его дворе шотландский миссионер Арно объяснил ему суть предложения, в гневе прогнал англичан.
В 1891 году страну Мсири посетили две экспедиции от бельгийского короля Леопольда, которому принадлежало Свободное государство Конго в Африке, с той же миссией, но также не добились успеха. В итоге в конце того же 1891 года к Мсири была послана третья бельгийская экспедиция во главе с канадско-британским наёмником Стейрсом: она насчитывала в своём составе в том числе 400 вооружённых аскари. Начавшиеся переговоры сразу же зашли в тупик, так как Мсири заявил, что не будет подписывать никаких договоров, тем более навязанных силой оружия; после этого между ним и Стейрсом начались военные действия. На следующий день после их начала Мсири был застрелен бельгийским лейтенантом Бодсоном около одной из деревень (в последовавшей затем битве Бодсон был убит африканцами).
По некоторым данным, после сражения бельгийцы обезглавили тело Мсири и направили его голову в Европу, однако как достоверность этой информации, так и, при условии её достоверности, судьба этой головы не установлены. После убийства Мсири его страна в результате борьбы за власть между несколькими вождями погрузилась в хаос и в 1894 году, после заключения англо-бельгийского соглашения, была присоединена к Свободному государству Конго.
Одним из потомков Мсири в XX веке был Годфруа Мунонго — ближайший соратник Моиза Чомбе, прозападный антикоммунист и сепаратист Катанги. В 1976—1992 Мунонго являлся племенным монархом под именем Мвенда VI.